# Kawuta
Kawuta is een bestuurslaag in het regentschap Flores Timur van de provincie Oost-Nusa Tenggara, Indonesië. Kawuta telt 491 inwoners (volkstelling 2010).